# Partidul Național-Bolșevic

Steagul Partidului Național-Bolșevic

Partidul National-Bolșevic (în rusă: Национал-большевистская партия, НБП) este un partid politic rus.
Partidul pune un accent deosebit pe caracterul său unic rusesc și invocă deseori în discursul politic patriotismul rus, alături de comunism.
În prezent, conducătorul partidului este Eduard Limonov. 